# Taruik Aidele
Der Taruik Aidele ist ein Berg in der osttimoresischen Gemeinde Bobonaro. Er liegt im Süden des Sucos Balibo Vila (Verwaltungsamt Balibo), im Süden der Aldeia Fatuk Laran. Der Gipfel befindet sich nah der Grenze zum Suco Leohito und hat eine Höhe von 697 m.
Eine Straße, die aus dem Ort Balibo im Norden kommt, führt über dem Berg und endet in einem Dorf am Südhang. An der Straße liegt nordwestlich des Gipfels am Berg ein Friedhof. Weiter nördlich befindet sich das Dorf Fatuk Laran 2.